# Сміян Олександр Іванович
Смія́н Олекса́ндр Іва́нович (нар. 31 жовтня 1957, Трускавець Львівської області) — український вчений, педагог,  доктор медичних наук (1996), професор (1997), голова Асоціації педіатрів у Сумській області, завідувач кафедри педіатрії Медичного інституту Сумського державного університету (1999), головний редактор журналу СумДУ «Східноукраїнський медичний журнал», Заслужений лікар України (2018).

## Біографія
Народився 31 жовтня 1957 року в м. Трускавець в сім'ї лікарів. Батько Іван Семенович — вчений, професор, педіатр, член-кореспондент Національної академії медичних наук України, мати Лідія Василівна — педіатр, працювала завідувачем фізіотерапевтичного відділення.
1975 року після закінчення Тернопільської середньої школи № 10 вступив до Тернопільського державного медичного університету (нині Тернопільський національний медичний університет імені І. Я. Горбачевського), який 1981 року закінчив з відзнакою.
З 1981 до 1984 року був клінічним ординатором кафедри педіатрії факультету післядипломної освіти в Тернопільському державному медичному університеті. Після цього працював асистентом, а з 1993 року — доцентом кафедри дитячих хвороб педіатричного факультету Запорізького медичного інституту (нині Запорізький державний медичний університет).
Після переїзду до Сум 1994 року Олександр Іванович почав працювати на кафедрі дитячих хвороб медичного факультету Сумського державного університету (зараз Навчально-науковий медичний інститут СумДУ).
1999 року, після розподілу кафедри на дві, очолив кафедру педіатрії № 1 з курсом дитячих інфекційних хвороб, завідувачем якої є і дотепер. Нині вона має назву кафедри педіатрії Навчально-наукового медичного інституту СумДУ.
З 2001 до 2005 року працював деканом медичного факультету СумДУ.
Олександр Іванович має сім'ю: дружину Світлану Анатоліївну, яка працює на кафедрі акушерства, гінекології та планування сім'ї, та доньку Катерину, яка є асистентом кафедри педіатрії Навчально-наукового медичного інституту СумДУ.

## Наукова діяльність
Олександр Іванович займається науковою та винахідницькою діяльністю. Пріоритетними напрямками наукових досліджень вченого є:
- клініко-патогенетичне обґрунтування модифікованого режиму корекції змін мікробіоценозу кишечника при негоспітальних пневмоніях у дітей раннього віку;
- дисбіотичні аспекти імуномікроелементних порушень у дітей раннього віку з обструктивними бронхітами та оптимізація лікувальних заходів;
- клініко-патогенетичні порушення формування вторинних кардіопатій у дітей, хворих на хронічний тонзиліт;
- ендогенні предиктори несприятливого перебігу ротавірусних кишкових інфекцій у дітей, шляхи та оптимізація лікування;
- стан імунної відповіді, мікроекологія ротової порожнини та кишечника у дітей, хворих на гострі респіраторні вірусні інфекції, асоційовані з хронічним тонзилітом;
- клініко-імунологічна характеристика перебігу гострих респіраторних вірусних інфекцій у дітей у поєднанні з аденоїдними вегетаціями;
- етіологічна структура інфекційних захворювань у дітей та скринінг резистентності мікроорганізмів до антибіотиків[1].

1984 року захистив дисертацію на ступінь кандидата медичних наук «Стан плазматичних та внутрішньоклітинних мембран лімфоцитів периферичної крові при різних клінічних формах цукрового діабету», а 1996 року  — докторську дисертацію «Ендокринні і морфофункціональні механізми адаптації недоношених новонароджених з внутрішньоутробною затримкою росту в ранньому неонатальному періоді».
Під керівництвом професора Сміяна захищено 10 дисертацій на здобуття наукового ступеня кандидата медичних наук.
Автор 18 винаходів, підтверджених патентами України.
Олександр Іванович  є академіком Академії наук національного прогресу України та членом Вченої ради СумДУ.

## Професійна діяльність
Сміян Олександр Іванович займається викладацькою, лікувальною, методичною та консультативною роботою.
Перебуваючи на посаді завідувача кафедри педіатрії Медичного інституту СумДУ, одночасно проводить заняття зі студентами, магістрантами та лікарями-інтернами. Під його керівництвом підготовлено 30 магістрів.
Є членом конкурсної комісії студентських робіт секції «Педіатрія», головою Державної екзаменаційної комісії зі спеціальності «Лікувальна справа» та головою Державної екзаменаційної комісії зі спеціальності «Педіатрія» лікарів-інтернів.
Олександр Іванович є керівником клініки КНП «Дитяча клінічна лікарня Святої Зінаїди» Сумської міської ради, де проводить лікувально-консультативну роботу. 13 червня 2018 року  «За значний особистий внесок у розвиток вітчизняної системи охорони здоров'я, надання кваліфікованої медичної допомоги та високу професійну майстерність» Олександру Івановичу було присвоєно почесне звання «Заслужений лікар України».
Сміян є головним редактором журналу «Східноукраїнський медичний журнал», який видається в Сумському державному університеті.
Є постійним членом редколегії журналів «Сучасна педіатрія», «Міжнародний журнал педіатрії, акушерства та гінекології», «Лікарська справа».
2021 року увійшов до складу рецензентів журналу «Wiadomosci Lekarskie».
Входить до складу  науково-методичної ради Міністерства освіти і науки України.
Очолює сумський обласний осередок Асоціації педіатрів України
Голова профбюро Медичного інституту Сумського державного університету.
Член Правління та Президії Сумської обласної організації Товариства Червоного Хреста України.

## Вибрані публікації
У здобутку Олександра Івановича близько 650 наукових та навчально-методичних праць, з них: монографій — 9, підручників та навчальних посібників — 28, методичних рекомендацій — 76.

### Наукові праці
- Стан серцево-судинної системи та вегетативної регуляції у дітей, хворих на хронічний тонзиліт: монографія / О. І. Сміян, Ю. А. Мозгова, Ю. Г. Резніченко, І. Ю. Висоцький; за заг. ред.: В. А. Сміянова, О. П. Мощича. — Суми: СумДУ, 2016. — 94 с. — ISBN 978-966-657-644-9.
- Стан мікроелементного забезпечення при негоспітальних пневмоніях у дітей: монографія / О. І. Сміян, В. А. Горбась, Ю. Г. Резніченко та ін. — Суми: СумДУ, 2015. — 72 с.
- Сміян О. І. Стан мікроелементного забезпечення при вегетативно-судинних дисфункціях у дітей: монографія / О. І. Сміян, Н. О. Савельєва-Кулик. — Суми: СумДУ, 2012. — 98 с. — ISBN 978-966-657-408-7.
- Попов С. В. Состояние органного кровотока у новорожденных с гипоксически-ишемической энцефалопатией: монография / С. В. Попов, А. И. Смиян. — Сумы: СумГУ, 2005. — 146 с.

### Навчальні посібники
- Бронхіальна астма у дітей: навч. посіб. / В. Г. Майданник, О. І. Сміян, П. І. Січненко та ін.; за ред. В. Г. Майданника, О. І. Сміяна. — Суми: СумДУ, 2017. — 243 с.
- Вегетативні дисфункції у дітей: навч. посіб. / В. Г. Майданник, О. І. Сміян, Т. П. Бинда, Н. О. Савельєва-Кулик. — Суми: СумДУ, 2014. — 186 с. + Гриф МОЗ. — ISBN 978-966-657-534-3.
- Клініко-патогенетична характеристика вегетативних дисфункцій та їх лікування у дітей: навч. посіб. / В. Г. Майданник, О. І. Сміян, Т. П. Бинда, Н. О. Савельєва-Кулик; за ред. В. Г. Майданника. — Суми: СумДУ, 2013. — 173 с.
- Написання історії хвороби дітей з педіатрії та дитячих інфекційних хвороб: навч.-метод. посіб. / О. І. Сміян, О. П. Волосовець, С. О. Крамарьов та ін. — Суми: СумДУ, 2011. — 117 с. + Гриф МОЗ. — ISBN 978-966-657-393-6.
- Майданник В. Г. Гостра пневмонія у дітей: клінічні варіанти перебігу, діагностика та лікування: навч. посіб. / В. Г. Майданник, О. І. Сміян, Т. П. Бинда. — Суми: СумДУ, 2009. — 156 с. + Гриф МОЗ. — ISBN 978-966-657-246-5.
- Сміян О. І. Схеми написання історій хвороб дітей з інфекційною патологією / О. І. Сміян, С. О. Крамарєв, Т. П. Бинда. — Суми: СумДУ, 2009. — 200 с. + Гриф МОЗ. — ISBN 978-966-657-249-6.
- Раціональне харчування дітей до року — запорука здоров'я нації: навч. посіб. / О. І. Сміян, Г. О. Леженко, О. М. Ємець та ін. — Суми: СумДУ, 2007. — 206 с. + Гриф МОЗ. — ISBN 978-966-657-147-5.
- Сміян О. І. Дитячі інфекційні хвороби. Тема «Менінгококова інфекція: лікування, профілактика. Синдром крупу при гострих респіраторних вірусних інфекціях»: конспект лекцій для лікарів, лікарів-інтернів, субординаторів і студ. 5-го курсу спец. 7.110101 денної форми навчання / О. І. Сміян, Т. П. Бинда. — Суми: СумДУ, 2004. — 47 с.
- Пєший М. М. Кардіологія дитячого віку: навч. посіб. Ч. 1 / М. М. Пєший, О. І. Сміян. — Полтава-Суми: ТОВ «Укркомторгсервіс», 2003. — 256 с. + Гриф МОН.
- Сміян О. І. Дитячі інфекційні хвороби: конспект лекцій для лікарів, лікарів-інтернів, субординаторів і студ. 5-го курсу спец. 7.110101 денної форми навчання. Ч. 1: Інфекційний мононуклеоз. Псевдотуберкульоз людини / О. І. Сміян, Т. П. Бинда. — Суми: СумДУ, 2003. — 66 с.
- Сміян О. І. Конспект лекцій з курсу «Дитячі інфекційні хвороби» на тему «Дифтерія. Менінгококова інфекція»: для лікарів, лікарів-інтернів, субординаторів і студ. 5-го курсу спец. 7.110101 / О. І. Сміян, Т. П. Бинда. — Суми: СумДУ, 2003. — 69 с.
- Актуальні питання вакцинопрофілактики інфекційних хвороб у дітей: навч. посіб. / О. І. Сміян, Л. А. Волянська, І. Л. Горішня, Л. І. Чернишова. — Тернопіль: Укрмедкнига, 2001. — 144 с. + Гриф МОЗ.
- Дитячі хвороби: підручник / О. І. Сміян, В. М. Сідельников, В. В. Бережний, Б. Я. Рєзнік та ін. — К.: Здоров'я, 1999. — 734 с. + Гриф МОЗ.
- Сміян І. С. Педіатрія. Цикл лекцій: навч. посіб. / І. С. Сміян; О. І. Сміян. —  Тернопіль: Укрмедкнига, 1999. — 712 с. + Гриф МОЗ.
- Клинические лекции по детской кардиологии / Н. Н. Пеший., А. И. Смиян — Полтава: Полтавское обл. научное общество педиатров, 1998. — 183 с.
- Факультетська педіатрія: навч. посібник / О. І. Сміян; за ред. І. С. Сміяна, В. Г. Майданника. — Тернопіль-Київ, 1998. — 179 с. + Гриф МОЗ. — ISBN 966-553-081-9.
- Довідник фельдшера: в 2-х кн. Кн.1 / М. А. Андрейчин, С. М. Андрейчин, Н. А. Васильєва та ін.; за ред. М. А. Андрейчина. — К.: Здоров'я, 1997. — 664 с. — ISBN 5-311-00777-Х.
- Сміян О. І. Дифузна еутиреоїдна гіперплазія щитовидної залози у дітей: лекція — Суми, 1996. — 13 с.
- Педіатрія в ситуаційних задачах: навч. посіб. / за ред. І. С. Сміяна. — Тернопіль, 1995. — 117 с. + Гриф МОЗ.
- Сміян І. С. Алкогольний синдром плода / І. С. Сміян, О. І. Лугова, О. І. Сміян. — Тернопіль: ВО «Оріон», 1995. — 40 с.
- Сміян І. С. Діарейні захворювання у дітей (визначення, актуальність, етіологія, патогенез, клініка, диференціальна діагностика): лекція 1 / І. С. Сміян, О. І. Сміян. — Тернопіль, 1994. — 26 с.
- Сміян І. С. Діарейні захворювання у дітей (лікування і профілактика): лекція 2 / І. С. Сміян, О. І. Сміян. — Тернопіль: Тернопільський мед. ін-т ім. І. Я. Горбачевського, 1994. — 27 с.